# Bandeira e escudo de Navarra

## Bandeira

É toda vermelha, com o escudo de Navarra no centro.

## Escudo
O escudo de Navarra é formado por correntes douradas sobre fundo vermelho, com uma esmeralda no centro da união de suas oito correntes, que vão direto ao centro. E, sobre o escudo, uma coroa real fechada, símbolo do antigo Reino de Navarra.